# Angela Manegold Svendsen
Angela Susanne Manegold Svendsen født 1975 er en dansk kapgænger medlem af Phønix/VI-39 Vallensbæk
Angela Manegold Svendsen vendte 2009 stærkt tilbage til kapgangsbanerne efter 10 års fravær og vandt et DM og tre sølvmedaljer. Hun er uddannede dommere i kapgang.
Angela Manegold Svendsen er Ph.D. i sundhedsvidenskab. Hun er i dag ansat hos Novo Nordisk A/S som seniorforsker. 

## Danske mesterskaber
Denne liste er ufuldstændig; hjælp gerne med at udfylde den.
- Sølv 2010 3000 meter gang (bane) 17,48,58
- Sølv 2010 5000 meter gang (bane) 30,35,3
- Guld 2009
- Sølv 2009
- Sølv 2009
- Sølv 2009

## Personlige rekorder
Denne liste er ufuldstændig; hjælp gerne med at udfylde den.
- 3000 meter-inde: 22,08,0 26.februar 2000 Gøteborg, Sverige
- 20km: 2,18,54 3. oktober 2009 Valby